# Jon Mirasty
Jonathon Gary Frank Mirasty (* 4. Juni 1982 in Meadow Lake, Saskatchewan) ist ein kanadischer Eishockeyspieler, der aktuell bei den Sorel-Tracy Éperviers in der LNAH unter Vertrag steht.

## Karriere
Jon Mirasty begann seine Karriere als Eishockeyspieler in der kanadischen Juniorenliga Western Hockey League, in der er von 2000 bis 2002 für die Prince Albert Raiders, Tri-City Americans und Moose Jaw Warriors aktiv war. Anschließend verbrachte er ein Jahr bei den OCN Blizzard in der Manitoba Junior Hockey League. In der Saison 2003/04 lief der Flügelspieler für die Bakersfield Condors in der ECHL auf. Dort begann er auch die folgende Spielzeit, ehe er im weiteren Saisonverlauf für deren Ligarivalen Greenville Grrrowl sowie Mission de Sorel-Tracy aus der Ligue Nord-Américaine de Hockey und die Danbury Trashers aus der United Hockey League auf dem Eis stand. Auch die Saison 2005/06 begann er in Danbury, ehe er in den folgenden eineinhalb Jahren für sein Ex-Team Mission de Sorel-Tracy in der LNAH aktiv war.
Von 2007 bis 2011 stand Mirasty bei den Syracuse Crunch in der American Hockey League unter Vertrag. In der Saison 2010/11 spielte er zudem parallel für deren Kooperationspartner Elmira Jackals aus der ECHL und Fort Wayne Komets aus der Central Hockey League. Zur Saison 2011/12 wurde der Kanadier schließlich von Witjas Tschechow aus der Kontinentalen Hockey-Liga verpflichtet. 
Im Sommer 2012 verpflichtete ihn der kasachische KHL-Club Barys Astana. Nach Ablauf der Saison 2012/13 wurde sein Vertrag nicht verlängert.

## Statistik
(Stand: Ende der Saison 2010/11)